# توماس وليامز (كاتب)
توماس وليامز (بالإنجليزية: Thomas Williams)‏ (15 نوفمبر 1926 في دولوث - 23 أكتوبر 1990 في دوفر) كاتب، وروائي من الولايات المتحدة.

## الجوائز
- جائزة الكتاب الوطني  [لغات أخرى]‏